# Warner (Dakota del Sur)
Warner es un pueblo ubicado en el condado de Brown en el estado estadounidense de Dakota del Sur. En el Censo de 2010 tenía una población de 457 habitantes y una densidad poblacional de 632,43 personas por km².

## Geografía
Warner se encuentra ubicado en las coordenadas 45°19′31″N 98°29′43″O / 45.32528, -98.49528. Según la Oficina del Censo de los Estados Unidos, Warner tiene una superficie total de 0.72 km², de la cual 0.72 km² corresponden a tierra firme y (0%) 0 km² es agua.

## Demografía
Según el censo de 2010, había 457 personas residiendo en Warner. La densidad de población era de 632,43 hab./km². De los 457 habitantes, Warner estaba compuesto por el 95.84% blancos, el 0.44% eran afroamericanos, el 1.53% eran amerindios, el 0.66% eran asiáticos, el 0% eran isleños del Pacífico, el 0% eran de otras razas y el 1.53% pertenecían a dos o más razas. Del total de la población el 0.88% eran hispanos o latinos de cualquier raza.